# Hiša (glasbena skupina)
Hiša je slovenska folk rock glasbena skupina.
Avtorska glasba skupine Hiša črpa iz dediščine folk in country rock skupin 1960. in 1970. let zahodne obale Amerike: The Byrds, Buffallo Springfield, The Grateful Dead, Crosby, Stills, Nash & Young, Eagles, itd. Zvok vokalnih harmonij, tako imenovani 'american blend', so prenesli v slovenski prostor in ustvarili različico soft rocka z značilnim večglasnim petjem, ki je zaščitni znak skupine. V glasbo vnašajo primesi sodobnega bluesa in pop-jazza.

## Člani
- Andrej Guček - vokal, solo kitara, klavir, orglice, pisec glasbe in besedil
- Vili Guček - vokal, bas, kitara, flavta
- Martin Koncilja - vokal, ritem kitara
- Iztok Pepelnjak - vokal, bobni, tolkala

## Biografija
Kot najstniki so na hišnih zabavah ob akustičnih kitarah preigravali pesmi skupin zahodne ameriške obale, ki so začele delovati v šestdesetih in sedemdesetih letih 20. stoletja. V prvi postavi skupine so prepevali in igrali akustične kitare Martin Koncilja, Andrej Guček, Vili Guček in Blaž Kovačič. Ime skupine je nastalo po naključju, na festivalu akustične glasbe v Litiji leta 1981, kamor so se odpravili brez imena.  Skozi igro 'en, dva, tri prste razprši' so pristali na črk H. In potem je nekdo dejal 'samo da ne bi bili Hiša'.  
V osemdesetih je bilo njihovo sodelovanje zaradi zaporednih služenj vojaškega roka omejeno.  Andrej Guček je s spomini na koncert Neila Younga, ki ga je jeseni 1982 poslušal v Veroni, po srednji šoli moral na služenje vojaškega roka. Martin Koncilja se je po fakulteti odpravil k vojakom tri leta kasneje, čez tri leta pa še Vili Guček. Blaža je življenjska usoda odpeljala v Ameriko, kjer živi še danes. 
Andrej Guček je v osemdesetih igral v različnih rock in pop skupinah doma in v tujini, ter komponiral in pisal besedila za pesmi. Martin Koncilja se je zaradi družine odpovedal resnejšim glasbenim obveznostim. Vili Guček pa je kot pionir športnega plezanja v Sloveniji v tem obdobju dvakrat postal državni prvak v prostem plezanju. Vseeno jih je ljubezen do glasbe tu in tam združila, da so preverili, če čar vokalnih harmonij še deluje.
Vilijeva huda poškodba gležnja na tekmovanju, Andrejeva vrnitev po dveletnem igranju v tujini in Martinova pripravljenost za resnejše delo so na snidenju v zdravilišču v Laškem leta 1991 botrovali odločitvi o resnejšem delovanju. Osnovna smernica je bila transformirati zvok »west coast« rocka v sodobni slovenski rock.
K sodelovanju so pritegnili še izkušenega bobnarja in vokalista Iztoka Pepelnjaka ter basista Tineta Jelena. Ustanovljena je bila skupina, ki je za kratko obdobje nosila ime Bela hiša. Po nesoglasjih z basistom je skupina prevzela prvotno ime. Skupina je začela s snemanjem pesmi za prvo ploščo pri kateri sta ji pomagala basist Nino de Gleria in klaviaturist Klavdij Skrt. Glasbenika sta kakšno leto sodelovala tudi na koncertih, kasneje pa je bas kitaro začel igrati Vili Guček. Tako je prišlo do stalne zasedbe, ki je ostala nespremenjena do danes.

## Nominacije in nagrade
Skupina je doslej bila nominirana in prejela nagrade:
- Nominacija za najboljšo debitantsko ploščo - Zlata nota, 1994
- Nagrada za najboljšega debitanta na Slovenijarock festivalu, 1995
- Zlati petelin za najboljšo ploščo v tujem jeziku - Illusion anyway, 1997
- Kompas srca - nominacija za najboljšo rock pesem - Zlati petelin, 1998
- Prispevala posnetek »Popotnik pride v Afrike puščavo« za ploščo Neiztrohnjeno srce, ki je prejela Zlatega petelina 2000 za najboljšo kompilacijo
- Za en dotik - album leta 2006, anketa glasbenih novinarjev časopisa Nedeljski dnevnik
- Skoraj poletje - uvrščen med 10 najboljših albumov leta 2011 po izboru glasbenega urednika Dragana Buliča

## Diskografija

### Studijski albumi
1. Hiša (ZKP RTV Slovenija, 1994)
2. Neskončna pot (ZKP RTV Slovenija, 1996)
3. Kompas srca (ZKP RTV Slovenija, 1998)
4. Nevarna razmerja (ZKP RTV Slovenija, 2000)
5. Silicijevo nebo (ZKP RTV Slovenija, 2002)
6. Za en dotik (ZKP RTV Slovenija, 2006)
7. Skoraj poletje (ZKP RTV Slovenija, 2011)

### Albumi v živo
1. Illusion Anyway - Tribute to Neil Young (ZKP RTV Slovenija, 1997)
2. Čas ali svoboda (Multi Records, 2010)
3. Peaceful Riders (Sinthome Records, 2015)
4. Illusion Anyway 2 - Tribute to Neil Young (Sinthome Records, 2015)
5. Radiolive (Sinthome Records, 2015)

### Kompilacijski album
1. Trenutki 1992 - 2002 (ZKP RTV Slovenija, 2004)